# 열죽음
열죽음(heat death) 또는 열사(熱死)는 우주의 종말에 대한 과학적 가설 중 하나로, 우주가 열역학적 자유 에너지가 없는 상태로 진화하여 최대 엔트로피에 도달함으로써 더 이상의 열역학 과정을 유지할 수 없게 될 것이라고 가정한다. 가설적인 열죽음은 특정 절대 온도를 의미하지 않는다. 이는 온도 차이나 다른 과정을 이용하여 일을 수행할 수 없게 되는 상태를 의미한다. 물리학 용어로, 이는 우주가 열역학적 평형에 도달하는 시점이다.
우주의 곡률이 쌍곡선형 또는 평평하거나, 암흑 에너지가 양의 우주상수일 경우, 우주는 영원히 팽창할 것이며 열죽음이 발생할 것으로 예상된다. 이 경우 우주는 오랜 시간이 지난 후 매우 낮은 온도에서 평형 상태에 도달할 것이다.
열죽음 이론은 1850년대 켈빈 남작의 아이디어에서 비롯되었다. 그는 열 이론을 자연에서의 역학적 에너지 손실(이는 열역학 법칙의 첫 두 가지에 구현되어 있다)로 간주하고 이를 우주적 규모의 더 큰 과정으로 외삽했다. 이는 또한 켈빈이 무한히 오래된 우주를 반증하는 열죽음 역설을 공식화하는 데 기여했다.

## 아이디어의 기원
열죽음이라는 아이디어는 열역학 제2법칙에서 비롯되었는데, 이 법칙의 한 버전은 고립계에서 엔트로피가 증가하는 경향이 있다고 말한다. 이를 통해 이 가설은 우주가 충분히 오래 지속된다면 모든 에너지가 고르게 분포된 상태에 점근적으로 접근할 것이라고 가정한다. 다시 말해, 이 가설에 따르면 자연에는 역학적 에너지(운동)가 열에너지로 흩어지기(에너지 변환)하는 경향이 있다. 따라서 외삽을 통해, 시간이 지남에 따라 열역학 제2법칙으로 인해 일이 열로 변환되면서 우주의 역학적 운동이 멈출 것이라는 견해가 존재한다.
우주의 모든 천체가 식어 결국 생명을 지탱하기에는 너무 추워질 것이라는 추측은 1777년 프랑스 천문학자 장 실뱅 바이가 자신의 천문학사 저작과 볼테르와의 서신에서 처음으로 제기한 것으로 보인다. 바이의 견해에 따르면, 모든 행성은 내부열을 가지고 있으며 현재 냉각의 특정 단계에 있다. 예를 들어 금성은 수천 년 동안 생명이 발생하기에는 여전히 너무 뜨겁고, 화성은 이미 너무 차갑다. 이러한 관점에서 최종 상태는 모든 움직임이 멈추는 "평형" 상태로 묘사된다.
그러나 열역학 법칙의 결과로서의 열죽음 아이디어는 1851년 켈빈 남작(윌리엄 톰슨)에 의해 처음으로 느슨한 용어로 제안되었으며, 그는 사디 카르노(1824), 제임스 줄(1843), 루돌프 클라우지우스(1850)의 역학적 에너지 손실 견해를 바탕으로 추가로 이론을 전개했다. 톰슨의 견해는 그 후 10년 동안 헤르만 폰 헬름홀츠와 윌리엄 랭킨에 의해 상세히 설명되었다.

### 역사
우주의 열죽음이라는 아이디어는 열역학 법칙의 첫 두 가지를 우주적 과정에 적용하는 논의에서 비롯되었다. 특히 1851년 켈빈 남작은 최근 열 이론의 역학적 실험을 바탕으로 "열은 물질이 아니라 역학적 효과의 동적 형태이며, 원인과 결과처럼 역학적 일과 열 사이에 등가 관계가 있어야 한다"는 견해를 제시했다.

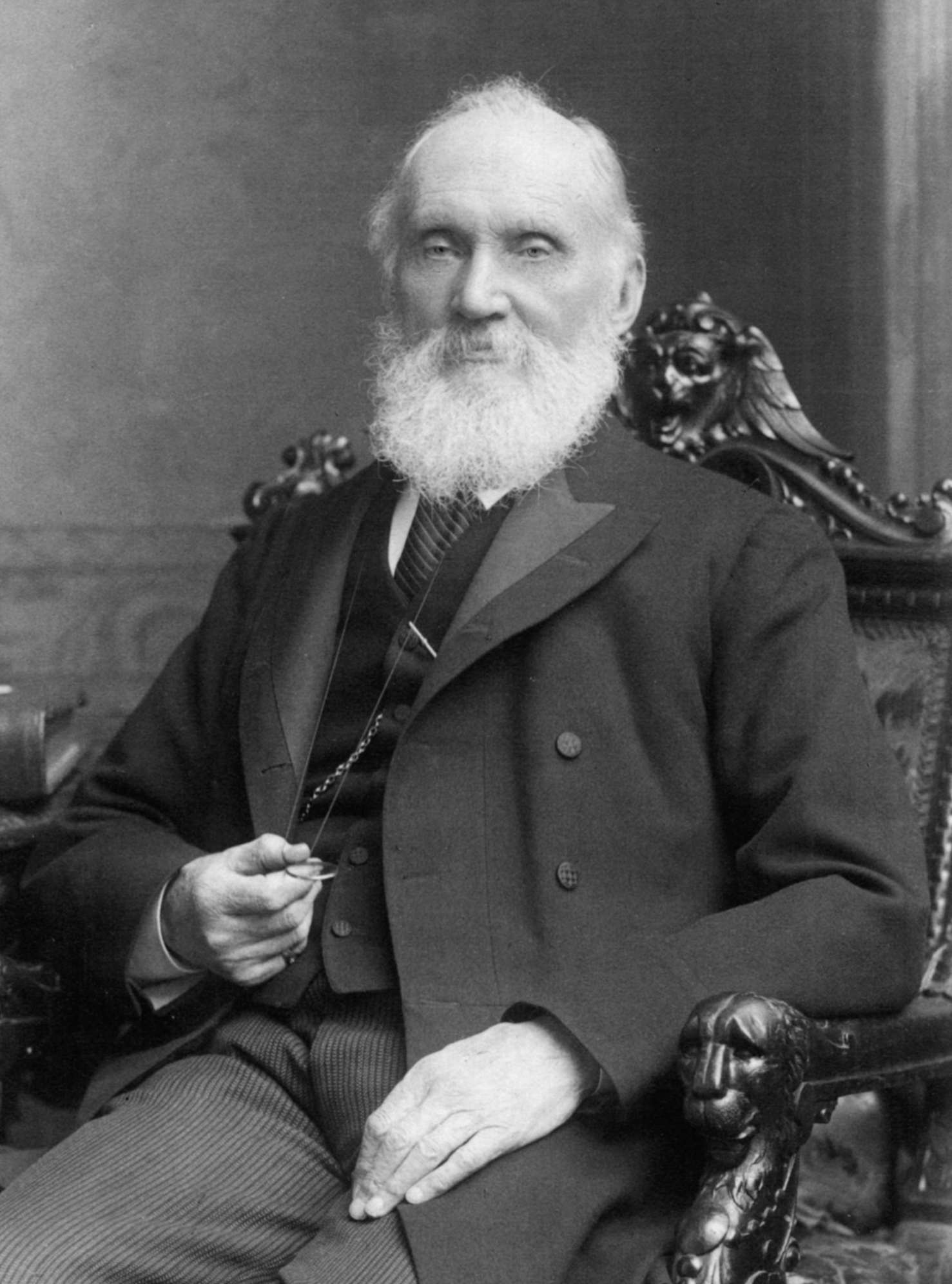
켈빈 남작은 1852년에 우주 열죽음 아이디어를 창시했다.

1852년, 톰슨은 "자연의 역학적 에너지 소산의 보편적 경향에 대하여(On a Universal Tendency in Nature to the Dissipation of Mechanical Energy)"를 발표하여 역학적 운동과 그 운동을 만드는 데 사용되는 에너지가 자연적으로 소산되거나 고갈되는 경향이 있다는 견해로 요약된 열역학 제2법칙의 기초를 설명했다. 이 논문의 아이디어는 태양의 나이와 우주 운영의 역학에 대한 적용과 관련하여 윌리엄 랭킨과 헤르만 폰 헬름홀츠와 같은 사람들의 관심을 끌었다. 이들 세 사람은 이 주제에 대해 아이디어를 교환했다고 전해진다. 1862년, 톰슨은 "태양 열의 나이에 대하여(On the age of the Sun's heat)"라는 논문을 발표했는데, 여기서 그는 에너지의 불멸성(열역학 제1법칙)과 에너지의 보편적 소산(제2법칙)에 대한 자신의 근본적인 신념을 재확인했다. 이는 열의 확산, 유용한 운동(일)의 중단, 그리고 물질 우주를 통해 "회복할 수 없을 정도로 손실된" 위치 에너지의 소진으로 이어지며, 우주 전체에 대한 그의 견해의 결과를 명확히 했다. 톰슨은 다음과 같이 썼다.
우주가 유한하고 현존하는 법칙에 따른다면 필연적으로 보편적인 정지와 죽음의 상태가 될 것이다. 그러나 우주의 물질의 범위에 한계를 두는 것은 불가능하다. 그러므로 과학은 시계처럼 작동하다 영원히 멈추는 단일한 유한한 기계보다는, 위치 에너지가 확연한 운동으로, 그리고 다시 열로 변환되는 과정을 포함하는 끝없는 공간을 통한 끝없는 진보를 지향한다.

시계의 예시는 켈빈이 우주가 결국 열역학적 평형에 도달할지에 대해 확신하지 못했음을 보여준다. 톰슨은 나중에 "생명력"에서 소산된 에너지를 복원하고 사용 가능한 작업으로 되돌리는 것—그리하여 시계의 방향을 되돌려 "회춘하는 우주"를 만드는 것—은 "창조적 행위 또는 유사한 힘을 지닌 행위"를 필요로 할 것이라고 추측했다. 이 출판물부터 켈빈은 또한 열죽음 역설(켈빈의 역설)을 도입했는데, 이는 우주가 아직 열역학적 평형에 도달하지 않아 추가적인 일과 엔트로피 생성이 여전히 가능하므로 무한히 오래된 우주라는 고전적 개념에 도전했다. 별과 온도 차이의 존재는 우주가 무한히 오래되지 않았다는 경험적 증거로 간주될 수 있다.
톰슨의 1852년 논문과 1862년 논문이 발표된 이후, 헬름홀츠와 랭킨은 모두 톰슨에게 그 아이디어와 역설을 인정했지만, 톰슨이 우주가 "열죽음"(헬름홀츠)으로 끝날 것이며, 이는 "모든 물리적 현상의 종말"(랭킨)이 될 것이라고 주장했다는 내용을 담은 추가 논문을 발표했다.

## 현재 상태
우주의 최종 상태에 대한 제안은 궁극적인 운명에 대한 가정에 따라 달라지며, 이러한 가정은 20세기 후반과 21세기 초반에 걸쳐 상당히 다양했다. 이론적으로 "열린" 또는 "평평한" 우주가 무기한으로 팽창을 계속한다면, 열죽음이나 빅 립이 결국 발생할 것으로 예상된다. 우주상수가 0이라면, 우주는 매우 긴 시간 척도에 걸쳐 절대 영도에 접근할 것이다. 그러나 우주상수가 양수라면, 온도는 0이 아닌 양의 값으로 점근적으로 접근할 것이며, 우주는 더 이상 일이 불가능한 최대 엔트로피 상태에 접근할 것이다.

## 열죽음의 시간 범위
이론에 따르면, "대폭발" 이후 현재까지 우주의 물질과 암흑물질은 항성, 은하, 은하단에 집중되어 왔으며, 미래에도 계속 그렇게 될 것으로 추정된다. 따라서 우주는 열역학적 평형 상태에 있지 않으며, 물체는 물리적 일을 할 수 있다.:§VID 은하 질량 약 1개(1011 태양질량)의 초대질량 블랙홀이 호킹 복사로 인해 붕괴하는 시간은 10100 년 정도이므로, 적어도 그 시간까지는 엔트로피가 생성될 수 있다. 우주의 일부 거대한 블랙홀은 은하의 초은하단 붕괴 동안 아마도 1014 M☉까지 계속 성장할 것으로 예측된다. 이들조차도 최대 10106년에 걸쳐 증발할 것이다. 그 이후, 우주는 소위 암흑 시대에 진입하며, 주로 희박한 광자와 경입자 가스로 구성될 것으로 예상된다.:§VIA 매우 희박한 물질만이 남아 있는 상태에서, 우주의 활동은 극도로 낮은 에너지 수준과 극도로 긴 시간 척도로 인해 극적으로 줄어들 것이다. 추측컨대, 우주가 두 번째 급팽창 시기에 진입할 수도 있고, 현재의 진공 상태가 거짓 진공이라고 가정하면, 진공이 더 낮은 에너지 상태로 붕괴될 수도 있다.:§VE 또한 엔트로피 생성이 멈추고 우주가 열죽음에 도달할 수도 있다.:§VID
방대한 시간 동안, 푸앵카레 재귀정리, 열적 요동, 및 요동정리를 통해 자발적인 엔트로피 감소가 결국 발생할 수 있다고 제안된다. 이를 통해 현재 우주와 동일한 또 다른 우주가 무작위적인 양자 요동이나 양자 터널링을 통해 약 {\displaystyle 10^{10^{10^{56}}}}년 안에 생성될 수 있을 것이다.

## 반대 의견
막스 플랑크는 "우주의 엔트로피"라는 구절은 정확한 정의를 허용하지 않으므로 의미가 없다고 썼다. 2008년 월터 그랜디는 "우리가 아직 너무나 적게 이해하고 있는 우주의 엔트로피에 대해 말하는 것은 다소 건방진 일이며, 우리는 우주와 그 주요 구성 요소에 대해 그들의 전체 존재 기간 동안 결코 평형 상태에 있지 않았던 열역학적 엔트로피를 어떻게 정의할 수 있을지 의아하다"고 썼다. 라슬로 티자에 따르면, "고립계가 평형 상태에 있지 않다면, 우리는 그것에 엔트로피를 부여할 수 없다." 한스 아돌프 부흐달은 "우주를 닫힌 열역학적 시스템으로 다룰 수 있다는 완전히 부당한 가정"에 대해 썼다. 조반니 갈라보티에 따르면, "정지 상태에 있을 때조차도 비평형 시스템에 대한 보편적으로 받아들여지는 엔트로피 개념은 없다." 일반적으로 비평형 상태의 엔트로피 문제에 대해 논의하면서 엘리엇 H. 립과 야코브 잉바손은 다음과 같이 의견을 표명했다. "대부분의 물리학자들이 그러한 비평형 엔트로피를 믿고 있음에도 불구하고, 지금까지 이를 명확하게 만족스러운 방식으로 정의하는 것은 불가능하다는 것이 입증되었다." 피터 랜즈버그의 의견에 따르면: "세 번째 오해는 열역학, 특히 엔트로피 개념이 더 이상의 조사 없이 우주 전체에 적용될 수 있다는 것이다. ... 이 질문들은 어떤 매력을 가지고 있지만, 그 답은 추측에 불과하다." 줄리안 바버는 "그것은 엔트로피가 우주에 적용되지 않기 때문이다. 그것은 상자 안에서 완벽하게 사실인 것을 순진하게 외삽한 것에 불과하다. ... 열죽음. 이것은 우주에게 끔찍한 악몽이었다. 그러나 그것은 상자 안에서 일어나는 일이 우주 전체에도 적용된다고 생각하는 완전하고 근본적인 실수일 수 있다"고 말했다.
2010년 엔트로피 분석은 "일반적인 중력장의 엔트로피는 아직 알려지지 않았다"고 밝히며 "중력 엔트로피는 정량화하기 어렵다"고 지적한다. 이 분석은 추정치에 필요한 몇 가지 가능한 가정을 고려하며, 관측 가능한 우주가 이전에 생각했던 것보다 더 많은 엔트로피를 가지고 있다고 제안한다. 이는 초대질량 블랙홀이 가장 큰 기여자라고 결론 내리기 때문이다. 리 스몰린은 더 나아가 "중력이 우주를 열역학적 평형 상태에서 벗어나게 하는 데 중요하다는 것은 오랫동안 알려져 왔다. 중력적으로 묶인 시스템은 음의 비열을 가지는데, 즉 에너지가 제거될 때 구성 요소의 속도가 증가한다. ... 이러한 시스템은 균일한 평형 상태로 진화하지 않는다. 대신 하위 시스템으로 분열되면서 점점 더 구조화되고 이질적으로 변한다." 이 관점은 비교적 단순한 닫힌계에서 안정적인 비평형 정상 상태가 최근 실험적으로 발견된 사실에 의해서도 지지된다. 하위 시스템으로 분열된 고립계가 반드시 열역학적 평형에 도달하지 않고 비평형 정상 상태를 유지할 것으로 예상해야 한다. 엔트로피는 한 하위 시스템에서 다른 하위 시스템으로 전달되지만, 그 생성은 0이므로 열역학 제2법칙과 모순되지 않는다.

## 대중 문화에서
아이작 아시모프의 1956년 단편 소설 최후의 질문에서 인간들은 우주의 열죽음을 어떻게 피할 수 있을지 반복적으로 궁금해한다.
1981년 닥터 후 이야기 "로고폴리스"에서 닥터는 로고폴리탄들이 우주의 열 축적을 다른 우주로 배출하기 위해 우주에 환기구("하전 진공 밀봉(Charged Vacuum Emboitments)" 또는 "CVE")를 만들어 우주의 소멸을 지연시키려 한다는 것을 깨닫는다. 닥터는 "풀 서클"에서 실수로 그러한 환기구를 통과했다.
할런 엘리슨의 동명 단편 소설을 기반으로 한 1995년 컴퓨터 게임 입이 없는 나는 비명을 질러야 한다에서는 악의적인 슈퍼컴퓨터 AM이 우주의 열죽음에서도 살아남아 불멸의 희생자들을 영원히 고문할 것이라고 명시되어 있다.
2011년 애니메이션 시리즈 마법소녀 마도카☆마기카에서 적대자 큐베는 자신이 수천 년 동안 마법소녀들을 만들어 그들의 에너지를 수확하여 엔트로피에 맞서 싸우고 우주의 열죽음을 막으려는 외계 종족의 일원임을 밝힌다.
파이널 판타지 XIV: 효월의 종언의 마지막 막에서 플레이어는 미래에 대한 모든 희망과 더 살고자 하는 욕구를 잃은 이아(Ea)라는 외계 종족을 만난다. 이들은 우주의 궁극적인 열죽음을 알게 되었고, 그 피할 수 없는 필연성 때문에 다른 모든 것을 무의미하게 여긴다.
실리 시퀀스의 전체적인 줄거리는 광자 조류(Photino Birds)가 별이 백색 왜성이 되는 속도를 가속화하여 우주의 열죽음을 가속화하려는 노력을 다룬다.
2019년 히트 인디 비디오 게임 아우터 와일즈는 우주의 열죽음이라는 아이디어와 이전 우주가 열죽음을 겪은 후 우주가 빅뱅의 순환이라는 이론을 다루는 여러 주제를 가지고 있다.
모바일 게임 소녀전선: 뉴럴 클라우드의 일곱 번째 메인 스토리 이벤트인 "특이점 영원"에서 줄거리는 우주 탐사를 시뮬레이션하도록 만들어진 가상 섹터와 우주의 열죽음의 위협에 관한 것이다. 이 시뮬레이션은 열죽음의 영향을 대신하여 뉴럴 클라우드의 바이러스 개체인 엔트로피(Entropics)를 모방한다.